# Żaba strumieniowa
Żaba strumieniowa (Rana graeca) – gatunek płaza bezogonowego z rodziny żabowatych (Ranidae), występujący na Bałkanach.
Wygląd zewnętrzny
Żaba strumieniowa osiąga długość 7–8 cm. Posiada krępy tułów i płaską głowę. Oczy są złotobrązowe, z poziomymi źrenicami. Żaba jest brązowa lub szara, często cętkowana. Spód ciała jasny.
Zasięg występowania
Płaz ten występuje wyłącznie na Bałkanach – od południowo-wschodniej Bośni i Hercegowiny na północnym zachodzie, przez zachodnią, środkową i południową Serbię, Czarnogórę, Macedonię Północną, Albanię po większość kontynentalnej Grecji oraz południowo-zachodnią i południową Bułgarię. Jest spotykany w przedziale wysokości 200–2000 m n.p.m.
Biotop
Żyje głównie na chłodnych, wilgotnych, górskich terenach, w rzekach i potokach. 
Tryb życia
Zwierzę żywi się owadami i pajęczakami. Aktywna przez całą dobę, zimą zapada w stan hibernacji.
Rozmnażanie
Samica składa 200–2000 jaj, z których po 8–14 dniach wylęgają się kijanki. Po dwóch–trzech miesiącach kijanki przemieniają się w dorosłe żaby.